# LessWrong
LessWrong ist eine Online-Community, welche sich mit Rationalität und Entscheidungstheorie beschäftigt. Sie gilt als ein wichtiger Versammlungsort der US-amerikanischen Rationalistenszene mit Zentrum in der San Francisco Bay Area sowie der Effektiven Altruisten. Häufige Themen der Website mit Blogging- und Diskussionsfunktionen sind Erkenntnistheorie und kognitive Verzerrungen, Transhumanismus, die technologische Singularität und mögliche existenzielle Risiken durch künstliche Intelligenz sowie andere Bedrohungen.

## Entstehung und Entwicklung
LessWrong entwickelte sich aus Overcoming Bias, einem früheren Gruppenblog, der sich mit menschlicher Rationalität befasste und im November 2006 mit dem Blogger und Autodidakten Eliezer Yudkowsky und dem Wirtschaftswissenschaftler Robin Hanson als Hauptakteuren begann. Im Februar 2009 wurden Yudkowskys Beiträge als Ausgangsmaterial für die Gründung des Gemeinschaftsblogs LessWrong verwendet, und Overcoming Bias wurde zu Hansons persönlichem Blog. Nachdem LessWrong sich von Overcoming Bias abgespalten hatte, zog es mit seinen Diskussionen über Eugenik und Evolutionspsychologie einige Personen an, die der neoreaktionären Bewegung nahestanden, doch Yudkowsky distanzierte sich deutlich von dieser.
Das Forum wurde in der Folgezeit ein Zentrum für die Diskussion über AI-Alignment und mögliche Risiken durch künstliche Intelligenz. LessWrong spielte eine wichtige Rolle bei der Entwicklung der Bewegung für effektiven Altruismus (EA), und EA gilt als eng mit dem Blog verflochten, da zahlreiche der Autoren auf dem Forum sich mit der Bewegung identifizieren. Auf LessWrong veröffentlichte Artikel über KI wurden in den Nachrichtenmedien zitiert und zahlreiche Informatiker und KI-Forscher sind auf der Plattform aktiv. Auf LessWrong entstand 2010 durch einen Post eines Nutzers auch das Gedankenexperiment Rokos Basilisk.

## Zweck
Eliezer Yudkowsky gründete die Plattform, um Rationalität zu fördern und potenzielle Risiken im Zusammenhang mit künstlicher Intelligenz zu ergründen. LessWrong beschreibt sich selbst als ein Online-Forum und eine Gemeinschaft, die darauf abzielt, das menschliche Denken, die Rationalität und die Entscheidungsfindung zu verbessern, mit dem Ziel, seinen Nutzern zu helfen, besser zu denken und damit die Welt zu verbessern. Zu den bekanntesten Beiträgen von LessWrong gehört „The Sequences“, eine Reihe von Essays von Yudkowsky, die beschreiben sollen, wie man die typischen Fehler des menschlichen Denkens vermeiden kann, um die Entscheidungsfindung und die Bewertung von Beweisen zu verbessern. Yudkowsky gilt als Anhänger des Bayes'schen Theorems als Entscheidungshilfe. Ein weiterer Schwerpunkt liegt auf verschiedenen psychologischen und kognitiven Fallen, die eine gute Entscheidungsfindung verhindern, die von dem Psychologen Daniel Kahneman untersucht wurden. LessWrong-Nutzer beschäftigten sich bevorzugt mit Themen wie künstlicher Intelligenz, Transhumanismus, existenziellen Bedrohungen und der Singularität.

## Nutzerbasis
Laut einer Umfrage von 2023 von Nutzern des Forums besteht die Nutzerbasis zu 90 Prozent aus Männern, die in den meisten Fällen zwischen 20 und 35 Jahre alt sind. Knapp die Hälfte der Nutzer stammt aus den Vereinigten Staaten und ein Großteil der restlichen aus Westeuropa oder Kanada. LessWrong-User sind im Allgemeinen hochgebildet und arbeiteten überwiegend in IT, Ingenieurs- oder anderen MINT-Feldern. Eine Mehrheit von 67 % bezeichnet sich als atheistisch und nur 4 % sehen sich als überzeugte Theisten. Zur politischen Ausrichtung waren die am meisten genannten Antworten liberal (32 %), libertär (25 %) und sozialdemokratisch (22 %).